# Lijst van afleveringen van College Tour
Dit is een lijst van afleveringen van het Nederlandse interviewprogramma College Tour.
| no. | Uitzenddatum      | Gast                                                                             | Beroep                                                        | Locatie                                               |
| --- | ----------------- | -------------------------------------------------------------------------------- | ------------------------------------------------------------- | ----------------------------------------------------- |
| 1   | 4 december 2007   | Hans Teeuwen                                                                     | Cabaretier                                                    | LAKtheater (Leiden)                                   |
| 2   | 13 december 2007  | Jan Jaap van der Wal                                                             | Cabaretier                                                    | LAKtheater (Leiden)                                   |
| 3   | 10 januari 2008   | Joop van den Ende                                                                | Mediamagnaat                                                  | De Theaterschool (Amsterdam)                          |
| 4   | 17 januari 2008   | Neelie Kroes                                                                     | Politicus en eurocommissaris (VVD)                            | Erasmus Universiteit (Rotterdam)                      |
| 5   | 24 januari 2008   | Gerard Spong                                                                     | Advocaat                                                      | Oude Lutherse Kerk (Amsterdam)                        |
| 6   | 21 februari 2008  | Madeleine Albright                                                               | Diplomaat                                                     | Oude Lutherse Kerk (Amsterdam)                        |
| 7   | 5 juni 2008       | Johan Cruijff                                                                    | Voetbalspeler en -trainer                                     | De Lindenberg (Nijmegen)                              |
| 8   | 13 november 2008  | Nick Leeson                                                                      | Effectenhandelaar                                             | Nyenrode Business Universiteit (Breukelen)            |
| 9   | 24 januari 2009   | John Malkovich                                                                   | Acteur                                                        | De Theaterschool (Amsterdam)                          |
| 10  | 25 maart 2009     | Peter van Uhm                                                                    | Generaal                                                      | Academiegebouw (Groningen)                            |
| 11  | 1 april 2009      | Jesse Jackson                                                                    | Predikant en burgerrechtenactivist                            | Arminius (Rotterdam)                                  |
| 12  | 22 april 2009     | Rem Koolhaas                                                                     | Architect                                                     | Compagnietheater (Amsterdam)                          |
| 13  | 13 mei 2009       | Wouter Bos                                                                       | Politicus (PvdA)                                              | Vrije Universiteit (Amsterdam)                        |
| 14  | 3 juni 2009       | Tenzin Gyatso                                                                    | Dalai lama                                                    | Okura Hotel (Amsterdam)                               |
| 15  | 10 juni 2009      | Irene van Lippe-Biesterfeld                                                      | Prinses                                                       | Wageningen University (Wageningen)                    |
| 16  | 11 oktober 2009   | Steve Ballmer                                                                    | CEO van Microsoft                                             | Erasmus Universiteit (Rotterdam)                      |
| 17  | 15 februari 2010  | Harry Mulisch                                                                    | Auteur                                                        | Oude Lutherse Kerk (Amsterdam)                        |
| 18  | 23 maart 2010     | Ayaan Hirsi Ali                                                                  | Politicus (VVD)                                               | Pieterskerk (Leiden)                                  |
| 19  | 1 juni 2010       | Jan Peter Balkenende                                                             | Minister-president (CDA)                                      | Vrije Universiteit (Amsterdam)                        |
| 20  | 7 juni 2010       | Dries van Agt en Hans Wiegel                                                     | Politici (resp. CDA en VVD)                                   | Rijksuniversiteit Leiden (Leiden)                     |
| 21  | 9 september 2010  | Doutzen Kroes                                                                    | Topmodel                                                      | World Fashion Center (Amsterdam)                      |
| 22  | 11 november 2010  | Louis van Gaal                                                                   | Voetbaltrainer                                                | Vrije Universiteit (Amsterdam)                        |
| 23  | 11 februari 2011  | Bram Moszkowicz                                                                  | Advocaat                                                      | Beurs van Berlage (Amsterdam)                         |
| 24  | 14 februari 2011  | Maxime Verhagen                                                                  | Politicus (CDA)                                               | Windesheim (Zwolle)                                   |
| 25  | 24 maart 2011     | Alain Ducasse                                                                    | Chef-kok                                                      | Stadsschouwburg (Amsterdam)                           |
| 26  | 31 maart 2011     | Linda de Mol                                                                     | Actrice en presentator                                        | Beurs van Berlage (Amsterdam)                         |
| 27  | 8 september 2011  | Youp van 't Hek                                                                  | Cabaretier en columnist                                       | Vrije Universiteit (Amsterdam)                        |
| 28  | 15 september 2011 | Seth Meyers                                                                      | Komiek en acteur                                              | Chicago Social Club (Amsterdam)                       |
| 29  | 19 november 2011  | Richard Branson                                                                  | Zakenman                                                      | De Doelen (Rotterdam)                                 |
| 30  | 19 december 2011  | Mark Rutte                                                                       | Minister-president (VVD)                                      | Pieterskerk (Leiden)                                  |
| 31  | 16 februari 2012  | Sting                                                                            | Zanger en muzikant                                            | Koninklijk Circus (Brussel)                           |
| 32  | 17 februari 2012  | Matthijs van Nieuwkerk                                                           | Presentator                                                   | Muziekgebouw aan 't IJ (Amsterdam)                    |
| 33  | 24 februari 2012  | Rijkman Groenink                                                                 | Bankier                                                       | Vijzelbank (Amsterdam)                                |
| 34  | 1 maart 2012      | John de Mol                                                                      | Zakenman                                                      | DeLaMar-theater (Amsterdam)                           |
| 35  | 1 juni 2012       | Eric Schmidt                                                                     | CEO van Google                                                | DeLaMar-theater (Amsterdam)                           |
| 36  | 30 augustus 2012  | André Kuipers                                                                    | Ruimtevaarder                                                 | ESTEC (Noordwijk)                                     |
| 37  | 14 september 2012 | Wim Anker                                                                        | Advocaat                                                      | Aula Minderbroedersberg (Maastricht)                  |
| 38  | 21 september 2012 | Desmond Tutu                                                                     | Bisschop en mensenrechtenactivist                             | Stadhuis (Deventer)                                   |
| 39  | 28 september 2012 | Janine Jansen                                                                    | Violiste                                                      | Leeuwenberg (Utrecht)                                 |
| 40  | 5 oktober 2012    | David Sedaris                                                                    | Auteur                                                        | Felix Meritis (Amsterdam)                             |
| 41  | 12 oktober 2012   | Willem Holleeder                                                                 | Crimineel                                                     | Educatorium (Utrecht)                                 |
| 42  | 19 oktober 2012   | Sonja Barend                                                                     | Presentator                                                   | De Rode Hoed (Amsterdam)                              |
| 43  | 2 november 2012   | Susan Sarandon                                                                   | Actrice                                                       | Chelsea Studios (New York)                            |
| 44  | 2 februari 2013   | Bernardo Bertolucci                                                              | Filmregisseur                                                 | De Doelen (Rotterdam)                                 |
| 45  | 17 februari 2013  | Richard Gere                                                                     | Acteur                                                        | Theater Tuschinski (Amsterdam)                        |
| 46  | 1 maart 2013      | Guus Hiddink                                                                     | Voetbaltrainer                                                | Sportcentrum Universum (Amsterdam)                    |
| 47  | 8 maart 2013      | Whoopi Goldberg                                                                  | Actrice                                                       | De Duif (Amsterdam)                                   |
| 48  | 15 maart 2013     | Eddie Izzard                                                                     | Cabaretier en acteur                                          | Comedytheater (Amsterdam)                             |
| 49  | 29 maart 2013     | Diederik Samsom                                                                  | Politicus (PvdA)                                              | Technische Universiteit (Delft)                       |
| 50  | 5 april 2013      | Carice van Houten                                                                | Actrice                                                       | Rozentheater (Amsterdam)                              |
| 51  | 12 april 2013     | Nigella Lawson                                                                   | Presentator en culinair publicist                             | The Harbour Club (Amsterdam)                          |
| 52  | 24 mei 2013       | A.F.Th. van der Heijden                                                          | Auteur                                                        | Tropeninstituut (Amsterdam)                           |
| 53  | 6 september 2013  | Frank de Boer                                                                    | Voetbalspeler en -trainer                                     | Amsterdam ArenA (Amsterdam)                           |
| 54  | 13 september 2013 | Armin van Buuren                                                                 | DJ                                                            | Pieterskerk (Leiden)                                  |
| 55  | 20 september 2013 | Frans de Waal                                                                    | Bioloog                                                       | Burgers' Zoo (Arnhem)                                 |
| 56  | 27 september 2013 | Karin Slaughter                                                                  | Auteur                                                        | De Balie (Amsterdam)                                  |
| 57  | 4 oktober 2013    | Shimon Peres                                                                     | Politicus en president                                        | Ridderzaal (Den Haag)                                 |
| 58  | 11 oktober 2013   | Epke Zonderland                                                                  | Turner                                                        | UMCG (Groningen)                                      |
| 59  | 18 oktober 2013   | Robbie Williams                                                                  | Zanger                                                        | Paradiso (Amsterdam)                                  |
| 60  | 25 oktober 2013   | Ruby Wax                                                                         | Comédienne                                                    | De Theaterschool (Amsterdam)                          |
| 61  | 1 november 2013   | Malala Yousafzai                                                                 | Kinderrechtenactivist                                         | South & City College (Birmingham)                     |
| 62  | 7 februari 2014   | Dan Brown                                                                        | Auteur                                                        | Rijksmuseum (Amsterdam)                               |
| 63  | 14 februari 2014  | Michaela DePrince                                                                | Ballerina                                                     | Muziektheater (Amsterdam)                             |
| 64  | 21 februari 2014  | Erwin Olaf                                                                       | Fotograaf                                                     | Het Nieuwe Instituut (Rotterdam)                      |
| 65  | 7 maart 2014      | Derk Sauer                                                                       | Journalist en mediatycoon                                     | Hermitage (Amsterdam)                                 |
| 66  | 14 maart 2014     | Frans Timmermans                                                                 | Politicus (PvdA)                                              | Beurs van Berlage (Amsterdam)                         |
| 67  | 21 maart 2014     | Klaas Knot                                                                       | President van DNB                                             | Nederlands Scheepvaartmuseum (Amsterdam)              |
| 68  | 28 maart 2014     | John Legend                                                                      | Zanger                                                        | Melkweg (Amsterdam)                                   |
| 69  | 4 april 2014      | Jaap van Zweden                                                                  | Dirigent                                                      | Koninklijk Concertgebouw (Amsterdam)                  |
| 70  | 29 augustus 2014  | Arjen Robben                                                                     | Voetbalspeler                                                 | Hanzehogeschool (Groningen)                           |
| 71  | 5 september 2014  | Marlene Dumas                                                                    | Kunstenaar                                                    | De Rode Hoed (Amsterdam)                              |
| 72  | 12 september 2014 | Jeremy Paxman                                                                    | Journalist                                                    | Amstelhotel (Amsterdam)                               |
| 73  | 19 september 2014 | Jerry Springer                                                                   | Presentator                                                   | 26 Bridge (New York)                                  |
| 74  | 26 september 2014 | Famke Janssen                                                                    | Actrice                                                       | 26 Bridge (New York)                                  |
| 75  | 3 oktober 2014    | Afrojack                                                                         | DJ                                                            | Maassilo (Rotterdam)                                  |
| 76  | 17 oktober 2014   | Gerrit Zalm                                                                      | Politicus (VVD)                                               | Vrije Universiteit (Amsterdam)                        |
| 77  | 24 oktober 2014   | Stromae                                                                          | Zanger                                                        | 26 Bridge (New York)                                  |
| 78  | 31 oktober 2014   | Johnny de Mol                                                                    | Acteur                                                        | De Hallen Studio's (Amsterdam)                        |
| 79  | 7 november 2014   | Anouk                                                                            | Zangeres                                                      | Conservatorium van Amsterdam                          |
| 80  | 14 november 2014  | Bill Gates                                                                       | Oprichter van Microsoft                                       | Circustheater (Scheveningen)                          |
| 81  | 18 december 2014  | John Cleese                                                                      | Komiek                                                        | Koninklijk Theater Carré (Amsterdam)                  |
| 82  | 20 februari 2015  | Ronald Koeman                                                                    | Voetbaltrainer                                                | Topsportcentrum Rotterdam (Rotterdam)                 |
| 83  | 27 februari 2015  | Arnon Grunberg                                                                   | Auteur                                                        | Vossius Gymnasium (Amsterdam)                         |
| 84  | 6 maart 2015      | Herman Finkers                                                                   | Komiek                                                        | Universiteit Twente (Enschede)                        |
| 85  | 8 maart 2015      | Remco Campert                                                                    | Dichter en auteur                                             | Bimhuis (Amsterdam)                                   |
| 86  | 13 maart 2015     | Lodewijk Asscher                                                                 | Politicus (PvdA)                                              | De Rode Hoed (Amsterdam)                              |
| 87  | 20 maart 2015     | Chantal Janzen                                                                   | Presentatrice en actrice                                      | DeLaMar Theater (Amsterdam)                           |
| 88  | 27 maart 2015     | Louis Theroux                                                                    | Documentairemaker                                             | Paradiso (Amsterdam)                                  |
| 89  | 4 september 2015  | Halina Reijn                                                                     | Actrice                                                       | De Theaterschool (Amsterdam)                          |
| 90  | 11 september 2015 | Jeroen Dijsselbloem                                                              | Politicus (PvdA)                                              | Paard van Troje (Den Haag)                            |
| 91  | 18 september 2015 | Guus Meeuwis                                                                     | Zanger                                                        | Heuvelse kerk (Tilburg)                               |
| 92  | 25 september 2015 | Anton Corbijn                                                                    | Fotograaf                                                     | Koninklijke Schouwburg (Den Haag)                     |
| 93  | 9 oktober 2015    | Denis Mukwege                                                                    | Chirurg en mensenrechtenactivist                              | De Koningszaal (Artis) (Amsterdam)                    |
| 94  | 16 oktober 2015   | Rod Stewart                                                                      | Zanger                                                        | Fairfield Halls (Londen)                              |
| 95  | 5 februari 2016   | Jane Goodall                                                                     | Biologe                                                       | Artis (Amsterdam)                                     |
| 96  | 12 februari 2016  | Herman van Veen                                                                  | Podiumkunstenaar                                              | Koninklijk Theater Carré (Amsterdam)                  |
| 97  | 19 februari 2016  | Daan Roosegaarde                                                                 | Kunstenaar/ontwerper                                          | Studio Roosegaarde (Rotterdam)                        |
| 98  | 26 februari 2016  | Floortje Dessing                                                                 | Presentatrice                                                 | Rozentheater (Amsterdam)                              |
| 99  | 4 maart 2016      | Ahmed Aboutaleb                                                                  | Politicus, burgemeester van Rotterdam (PvdA)                  | Hogeschool Inholland (Rotterdam)                      |
| 100 | 15 april 2016     | Carl Bernstein                                                                   | Journalist                                                    | Carré (Amsterdam)                                     |
| 101 | 16 september 2016 | Jochem Myjer                                                                     | Komiek                                                        | Leidse Schouwburg                                     |
| 102 | 23 september 2016 | Ai Weiwei                                                                        | Kunstenaar, politiek activist, filosoof                       | Transformatorhuis (Amsterdam)                         |
| 103 | 30 september 2016 | Reed Hastings                                                                    | Ondernemer                                                    | Paradiso (Amsterdam)                                  |
| 104 | 7 oktober 2016    | Igone de Jongh                                                                   | Balletdanseres                                                | Gerrit van der Veen College (Amsterdam)               |
| 105 | 14 oktober 2016   | Geert Mak                                                                        | Historicus, auteur, journalist                                | Hermitage Amsterdam                                   |
| 106 | 21 oktober 2016   | Khadija Arib                                                                     | Politica (PvdA)                                               | Oude Zaal (Den Haag)                                  |
| 107 | 7 april 2017      | Ed Sheeran                                                                       | Singer-songwriter                                             | Ziggo Dome (Amsterdam)                                |
| 108 | 21 april 2017     | Christiane Amanpour                                                              | Televisieverslaggever, documentairemaker, presentator         | The London Studios (Londen)                           |
| 109 | 28 april 2017     | Ben Feringa                                                                      | Chemicus, Nobelprijswinnaar                                   | Stadsschouwburg Groningen                             |
| 110 | 5 mei 2017        | Ellen Laan                                                                       | Seksuoloog                                                    | Academisch Medisch Centrum (Amsterdam)                |
| 111 | 12 mei 2017       | Arjen Lubach                                                                     | Schrijver, televisiemaker en komiek                           | Stadsschouwburg Groningen                             |
| 112 | 19 mei 2017       | Ali B                                                                            | Rapper, entertainer, tv-persoonlijkheid en theatermaker       | Boom Chicago (Amsterdam)                              |
| 113 | 10 november 2017  | Frans Lanting                                                                    | Natuurfotograaf                                               | Kunsthal (Rotterdam)                                  |
| 114 | 17 november 2017  | Naomi Klein                                                                      | Journaliste en activiste                                      | Boom Chicago (Amsterdam)                              |
| 115 | 24 november 2017  | Yotam Ottolenghi                                                                 | Kok en journalist                                             | De Hallen (Amsterdam)                                 |
| 116 | 1 december 2017   | Tom Dumoulin                                                                     | Wielrenner                                                    | Universiteit (Maastricht)                             |
| 117 | 8 december 2017   | Gloria Estefan                                                                   | Zangeres                                                      | TivoliVredenburg (Utrecht)                            |
| 118 | 22 december 2017  | André van Duin                                                                   | Komiek                                                        | DeLaMar (Amsterdam)                                   |
| 119 | 14 januari 2018   | António Guterres                                                                 | Oud-premier en Secretaris-Generaal Verenigde Naties           | Vredespaleis (Den Haag)                               |
| 120 | 21 januari 2018   | Rob Bertholee                                                                    | Hoofd Algemene Inlichtingen- en Veiligheidsdienst             | Paard (Den Haag)                                      |
| 121 | 28 januari 2018   | Rico Verhoeven                                                                   | Bokser                                                        | Poppodium Annabel (Rotterdam)                         |
| 122 | 4 februari 2018   | Simone Kleinsma                                                                  | Actrice                                                       | Boom Chicago (Amsterdam)                              |
| 123 | 11 februari 2018  | Hans van Manen                                                                   | Meester Choreograaf                                           | Stadsschouwburg (Amsterdam)                           |
| 124 | 18 februari 2018  | Klaas Dijkhoff                                                                   | Politicus (VVD)                                               | Paard (Den Haag)                                      |
| 125 | 26 februari 2018  | Michael Wolff                                                                    | Schrijver en journalist                                       | Carré (Amsterdam)                                     |
| 126 | 19 mei 2019       | Bénédicte Ficq                                                                   | Advocaat                                                      | Podium Mozaïek (Amsterdam)                            |
| 127 | 26 mei 2019       | Peter Pannekoek                                                                  | Cabaretier                                                    | Podium Mozaïek (Amsterdam)                            |
| 128 | 2 juni 2019       | Clarence Seedorf                                                                 | Voetbalspeler- en trainer                                     | Podium Mozaïek (Amsterdam)                            |
| 129 | 16 juni 2019      | Lucas en Arthur Jussen                                                           | Pianisten                                                     | Podium Mozaïek (Amsterdam)                            |
| 130 | 23 juni 2019      | Diederick Koopal                                                                 | Reclamemaker en filmregisseur                                 | Podium Mozaïek (Amsterdam)                            |
| 131 | 11 mei 2021       | Ilse de Lange                                                                    | Zangeres                                                      | Paradiso (Amsterdam)                                  |
| 132 | 18 mei 2021       | Marcel Levi                                                                      | Internist en hoogleraar geneeskunde                           | Oude Lutherse Kerk (Amsterdam)                        |
| 133 | 25 mei 2021       | Connie Palmen                                                                    | Schrijfster                                                   | Stadsschouwburg (Amsterdam)                           |
| 134 | 29 mei 2021       | Svetlana Tichanovskaja                                                           | Politiek activist                                             | Westerliefde (Amsterdam)                              |
| 135 | 8 juni 2021       | Femke Halsema                                                                    | Politica, burgemeester van Amsterdam (GroenLinks)             | Carré (Amsterdam)                                     |
| 136 | 15 juni 2021      | Jeff Koons                                                                       | Kunstenaar                                                    | Stedelijk Museum (Amsterdam)                          |
| 137 | 31 augustus 2021  | Sarina Wiegman                                                                   | Trainster, voormalig bondscoach Nederland en oud-voetbalster  | Stadion Galgenwaard (Utrecht)                         |
| 138 | 7 september 2021  | Marc Van Ranst                                                                   | Hoogleraar in de virologie                                    | Maassilo (Rotterdam)                                  |
| 139 | 14 september 2021 | Chan Santokhi                                                                    | President van Suriname                                        | Beurs van Berlage (Amsterdam)                         |
| 140 | 21 september 2021 | Jan Terlouw                                                                      | Oud-politicus (D66) en schrijver                              | Museum Prinsenhof (Delft)                             |
| 141 | 28 september 2021 | Monic Hendrickx                                                                  | Actrice en presentatrice                                      | Westerliefde (Amsterdam)                              |
| 142 | 5 oktober 2021    | Margaret Atwood                                                                  | Schrijfster                                                   | Paradiso (Amsterdam)                                  |
| 143 | 24 april 2022     | Tim Hofman                                                                       | Presentator, journalist en dichter                            | Paard (Den Haag)                                      |
| 144 | 1 mei 2022        | Jamala                                                                           | Zangeres en actrice                                           | TivoliVredenburg (Utrecht)                            |
| 145 | 8 mei 2022        | Pieter Omtzigt                                                                   | Politicus (onafhankelijk)                                     | Universiteit Twente (Enschede)                        |
| 146 | 15 mei 2022       | Ireen Wüst                                                                       | Schaatsster                                                   | Ireen Wüst ijsbaan (Tilburg)                          |
| 147 | 22 mei 2022       | Christine Lagarde                                                                | Voorzitter ECB, voormalig directeur IMF, politica en advocate | Koninklijk Theater Carré (Amsterdam)                  |
| 148 | 29 mei 2022       | Lex Hoefsloot                                                                    | CEO en medeoprichter Lightyear                                | Evoluon (Eindhoven)                                   |
| 149 | 16 oktober 2022   | Usain Bolt                                                                       | Atleet                                                        | Sportcentrum Ookmeer (Amsterdam)                      |
| 150 | 23 oktober 2022   | Clarissa Ward                                                                    | Journalist                                                    | Museum 't Kromhout (Amsterdam)                        |
| 151 | 30 oktober 2022   | Carry en Geert-Jan Knoops                                                        | Advocaten-echtpaar                                            | Academiegebouw (Utrecht)                              |
| 152 | 6 november 2022   | Christianne van der Wal                                                          | Minister voor Natuur en Stikstof                              | School voor Journalistiek (Utrecht)                   |
| 153 | 13 november 2022  | Sander Schimmelpenninck                                                          | Journalist                                                    | Nederlands Instituut voor Beeld en Geluid (Hilversum) |
| 154 | 20 november 2022  | Ludovico Einaudi                                                                 | Componist                                                     | Koninklijk Concertgebouw (Amsterdam)                  |
| 155 | 28 mei 2023       | Sigrid Kaag                                                                      | Politica (Vicepremier en minister van Financiën)              | Paard (Den Haag)                                      |
| 156 | 4 juni 2023       | Jutta Leerdam                                                                    | Schaatsster                                                   | Nederlands Instituut voor Beeld en Geluid (Hilversum) |
| 157 | 11 juni 2023      | Ola Källenius                                                                    | CEO van Mercedes-Benz                                         | Technische Universiteit Delft (Delft)                 |
| 158 | 18 juni 2023      | Caroline van der Plas                                                            | Politica (BBB)                                                | Fontys Hogeschool Journalistiek / MindLabs (Tilburg)  |
| 159 | 10 september 2023 | Ali Niknam                                                                       | Oprichter en CEO van bunq                                     | Beurs van Berlage (Amsterdam)                         |
| 160 | 17 september 2023 | Esther Ouwehand                                                                  | Politica (Partij voor de Dieren)                              | Paard (Den Haag)                                      |
| 161 | 24 september 2023 | Dilan Yeşilgöz-Zegerius                                                          | Politica (VVD)                                                | Pieterskerk (Leiden)                                  |
| 162 | 1 oktober 2023    | Klaus Mäkelä                                                                     | Chef-dirigent van het Concertgebouworkest                     | Koninklijk Concertgebouw (Amsterdam)                  |
| 163 | 22 oktober 2023   | Caroline van der Plas, Dilan Yeşilgöz-Zegerius, Frans Timmermans, Pieter Omtzigt | Lijsttrekkers Verkiezingsdebat 2023                           | Vrije Universiteit (Amsterdam)                        |

## College Tour, de podcast
Dit is de lijst met afleveringen College Tour, de podcast. De podcasts zijn te beluisteren via Spotify, fragmenten hiervan zijn ook te bekijken via YouTube, Instagram en TikTok.
| no. | Uitzenddatum     | Gast              | Beroep            | Locatie                      |
| --- | ---------------- | ----------------- | ----------------- | ---------------------------- |
| 1   | 28 oktober 2024  | Iris de Graaf     | Nieuwspresentator | Universiteit Leiden (Leiden) |
| 2   | 4 november 2024  | Nasrah Habiballah | Correspondent     | Universiteit Leiden (Leiden) |
| 3   | 11 november 2024 | Sinan Can         | Documentairemaker | Universiteit Leiden (Leiden) |
| 4   | 18 november 2024 | Noa Vahle         | Presentatrice     | Universiteit Leiden (Leiden) |
| 5   | 25 november 2024 | Derk Sauer        | Journalist        | Universiteit Leiden (Leiden) |
| 6   | 2 december 2024  | Eliot Higgins     | Journalist        | Universiteit Leiden (Leiden) |
| 7   | 9 december 2024  | Step Vaessen      | Journalist        | Universiteit Leiden (Leiden) |
| 8   | 16 december 2024 | Janine Abbring    | Programmamaker    | Universiteit Leiden (Leiden) |
| 9   | 23 december 2024 | Huib Modderkolk   | Journalist        | Universiteit Leiden (Leiden) |
| 10  | 30 december 2024 | Sonja Barend      | Journalist        | Universiteit Leiden (Leiden) |